# Mágico amor
«Mágico amor» es la última canción que la cantante Mariana Garza promociona en la banda Timbiriche, ya que abandona la agrupación en diciembre de 1987. La canción es interpretada por Erik Rubín y se presentó a finales de 1987. La canción fue bastante exitosa en países como México y Chile, llegando al número 1 en la radio de esos países.

## Mágico Amor
Es la canción número tres y el sencillo número seis del disco. La canción se presentó a finales de 1987 y comenzó la promoción oficial, ya sin Mariana.

## La canción
La canción trata sobre un chico que recibe fuerzas cuando una chica lo besa, que sus sentidos despiertan con un soplo de su voz, el chico quiere que ella le diga que no es un sueño y que no dirá adiós, que las manos de ella son su destino, que él es pincel, que el amor es mágico y explica cómo se siente.

## Vídeo
La canción no cuenta con un vídeo propio; sin embargo, se tienen varias presentaciones grabadas donde Erik canta esta canción.
Musical De Mágico Amor.

## Rendimiento de la canción
- La canción fue presentada en un concierto en 1987, que sonó en la radio algún tiempo y, a comienzos de 1988, se comenzó a promocionar con más éxito. Durante la promoción radial de esta canción Mariana Garza no participaba ya en el grupo.

## Posicionamiento
| Listas (1987-1988)                  | Posición |
| ----------------------------------- | -------- |
| Argentina Top 40                    | 3        |
| Chile Top 100                       | 1        |
| Latinoamérica Top 100               | 4        |
| Colombia Top 100                    | 2        |
| México Top 100                      | 1        |
| España Hot 100                      | 2        |
| EE. UU. Billboard Latin Pop Airplay | 3        |

- Datos: Q6035347